# 松本喜三郎一家物語 〜おじいさんの台所〜
『松本喜三郎一家物語 〜おじいさんの台所〜』（まつもときさぶろういっかものがたり おじいさんのだいどころ）は、2007年5月4日にフジテレビ系列の金曜プレステージで放送されたテレビドラマ。原作は佐橋慶女の随筆作品『おじいさんの台所』。視聴率は17.6％（関東）。

## 出演
- 松本喜三郎 - 三國連太郎
- 松本夕子 - 安田成美
- 河野末子 - 牧瀬里穂
- 勝田正夫 - 山口智充
- 吉田安司 - 田中圭
- 河野俊彦 - 田中実
- 吉田久司 - 田山涼成
- 山田幸子 - 由紀さおり
- 松本陽子 - かたせ梨乃
- 吉田暁子 - 高橋惠子

## スタッフ
- 原作 - 佐橋慶女『おじいさんの台所』（文藝春秋刊）
- 脚本 - 大石静
- 演出 - 永山耕三
- プロデュース - 土屋源次・里雅之（IMAGICAイメージワークス）、斉藤あや
- 制作協力 - IMAGICAイメージワークス
- 制作 - フジテレビドラマ制作センター

## 主題歌
- 明日、春が来たら 97-07 - 松たか子